# Lakerveld
Lakerveld is een buurtschap in de provincie Utrecht en is onderdeel van de gemeente Vijfheerenlanden. Lakerveld is de naam van de polder en van de weg die door de polder snijdt. Lakerveld telt ongeveer 405 inwoners. De buurtschap ligt tussen Lexmond en Meerkerk. De snelweg A27 loopt dwars door het gebied.
De naam Lakerveld betekent letterlijk het veld rond de Laak, een veenriviertje dat oorspronkelijk door het veengebied liep. Er is ook een straat in het nabije Lexmond naar genoemd. Laak betekent in het algemeen wetering, poel of plas.
Steden: Ameide · Leerdam · Vianen      Dorpen: Everdingen · Hagestein · Hei- en Boeicop · Hoef en Haag · Kedichem · Leerbroek · Lexmond · Meerkerk · Nieuwland · Schoonrewoerd · Tienhoven aan de Lek · Zijderveld
Buurtschappen: Achterdijk · Achthoven · Broek · Diefdijk (Vijfheerenlanden) · Diefdijk (Vijfheerenlanden en West Betuwe) · Geer · Helsdingen · Hoogeind · Hoogewaard · Kortenhoeven · Kortgerecht · Lakerveld · Middelkoop · Loosdorp · Oosterwijk · Ossenwaard · Overboeicop · Overheicop · Sluis · Tienhoven (Everdingen) · Weverwijk
Utrecht: Steden en dorpen in Utrecht      Nederland: Provincies · Gemeenten